# بخش لین (شهرستان هاردین، اوهایو)
بخش لین (به انگلیسی: Lynn Township) یک منطقهٔ مسکونی در ایالات متحده آمریکا است که در شهرستان هاردین، اوهایو واقع شده‌است.
 بخش لین ۶۴٫۹۱ کیلومتر مربع مساحت و ۵۷۲ نفر جمعیت دارد و ۳۰۳ متر بالاتر از سطح دریا واقع شده‌است.